# Universal (группа, Венгрия)
«Universal» — известная венгерская рок-группа конца 70-х и начала 80-х годов.

## История группы
Судьба этой группы берёт своё начало в истории легендарной венгерской рок-команды 60-х годов «Syconor». В 1962 году клавишник Миклош Феньё (Fenyő Miklós) и барабанщик Режё Хамор (Hámor Rezső) создали группу под названием «Sztár», которую вскоре переименовали в «Syconor». В 1967 году их проект распался, после чего Миклош Феньё создал новую рок-группу «Hungária». А Режё Хамор спустя пару лет попытался возродить «Syconor», для чего пригласил в свою новую команду бас-гитариста Андраша Ковачича (Kovacsics András), ранее игравшего в группах «Omega» и "Olympia", клавишника Габора Капитань (Kapitány Gábor) из группы «Echo» и саксофониста Ференца Зволенски (Zwolenszky Ferenc). Но в 1972 году «Syconor» распался во второй раз, после чего Андраш Ковачич, Габор Капитань и Ференц Зволенски приняли решение работать вместе дальше и создали группу «Universal», в которую кроме них троих вошли также гитарист Адам Вегвари (Végvári Ádám) из группы «Volán» и барабанщик Тамаш Кирай (Király Tamás).
Первые годы группы нельзя назвать плодотворными. «Universal», подобно «Memphis», «Ferm», «Color», «Juventus», «Stereo», "Kex" и многим другим полупрофессиональным венгерским рок-коллективам, занимались тем, что выступали в различных клубах, барах и молодёжных парках, и не имели возможности записывать и выпускать синглы и альбомы. Но с самого начала они исполняли только свои собственные песни, которые позднее стали хитами даже на Западе. Поскольку четверо из пятерых участников группы неплохо пели, звучание «Universal» отличалось полифоническим вокалом. Серьёзного успеха группа достигла в период с 1976 по 1980 год, когда начала сотрудничать с певицей Кати Ковач. Вместе с ней они путешествовали по странам Европы и Азии, давали многочисленные концерты за рубежом, принимали участие в записи её альбомов 1977, 1980 и 1985 годов. Всего за 10 лет с 1976 по 1986 год "Universal" дала 2354 концерта.
В 1978 году гитарист Адам Вегвари покинул группу и перешёл в «Kati és a kerek perec», которая возникла на базе «Volán». Позднее он стал членом знаменитой на весь мир поп-группы «Neoton Familia». В «Universal» его заменил Ласло Лукач (Lukács László). В том же 1978 году группа приняла участие в радио-конкурсе «Made in Hungary» с песней «Volt-e más bolond?» и в радио-конкурсе «A Tessék választani!» с композицией «Szerencséd, hogy erre jártam». Всего они 7 раз принимали участие в национальных радио-конкурсах и один раз в телефестивале «Tánc- és popdalfesztivál’81» с композицией «Csak légy enyém». Они записали шесть собственных синглов и один диск-гигант «Volt-e más bolond?» («Был ли другой такой глупец?», 1981), в который включили свои наиболее значимые хиты 1976—1980 годов. Спустя шесть лет группа «Universal» распалась, дав в мае 1987 года финальное шоу.
Тамаш Кирай — отец двоих детей, которые также стали музыкантами: Виктор победил в 4-м сезоне венгерского шоу «Megasztár» и участвовал в американском шоу «The Voice» (его наставником был Адам Левин); Линда — известная в Венгрии и США певица.

## Туры группы
1977 - Польша

1978 - Югославия

1979 - Закарпатье, Словакия, СССР, ФРГ (Мюнхен)

1980 - Карпатье, Чехия, ГДР (Берлин), Куба

1983 - Азиатский тур

1984 - СССР (Литва, Латвия)

## Самые известные композиции
1976 — Túl minden bolondos álmon

1978 — Volt-e más bolond?

1978 — Elvarázsolt nyár

1979 — Az nem lehet, hogy ne szeress 

1979 — Jó éjt

1980 — Olyan voltam én

## Синглы
1977 — Nem kell, hogy csengess / Túl minden bolondos álmon

1978 — Szerencséd, hogy erre jártam (на второй стороне — Harmónia Vokál: «Te Is Énekelj Velem»)

1978 — Volt-e más bolond? / Egy napig sem bírnám nélküled

1979 — Az nem lehet, hogy ne szeress / Jó éjt

1980 — Bábel (на второй стороне — Komár László: «Hol Van Már A Club?»)

1981 — Csak légy enyém (на второй стороне — Soltész Rezső: «Szóljon Hangosan Az Ének»)

## Неизданные композиции
1976 — Eldorado

1976 — Szerelmedért

1976 — Majd 2000-től (Fényes Szabolcs-Szenes Iván)

1976 — Vajon hol voltál

1983 — Ne haragudj rám

1983 — Illúzió

1984 — Őszinte dal

1984 — Egyszer mindenért fizetni kell

1984 — Féktávolság

1985 — Visszatérsz

1986 — Minden elmúlt már

## Альбом «Volt-e más bolond?» (1981)
1. Túl minden bolondos álmon (1976)

2. Egy napig sem bírnám nélküled (1978)

3. Olyan voltam én (1980)

4. Elvarázsolt nyár (1979)

5. Volt-e más bolond? (1978)

6. Hogyha azt akarod (1980)

7. Nincs tovább (1980)

8. Eljövök majd érted (1979)

9. Bábel (1980)

10. Jó éjt (1979) 